# Antonio Jiménez (periodista)
Antonio Jiménez Martínez (Siles, Jaén, 15 de octubre de 1956) es un periodista español, licenciado en Ciencias de la Información (Periodismo) por la Universidad Complutense de Madrid.

## Biografía
Su trayectoria profesional se inició en los servicios informativos de la Cadena SER, donde fue director-presentador del espacio 20 horas y Matinal SER. En 1987 se incorporó a la COPE, donde se hizo cargo del informativo Primera hora y Mediodía, y en 1998 dirigió y presentó el programa Cada día en Onda Cero y Radio España. Entre 2001 y 2002 fue director adjunto de La brújula del mundo, también en Onda Cero. De septiembre de 2002 hasta abril de 2004, dirigió el magacín Buenos días de Radio Nacional de España.
Desde 2005 hasta el 24 de enero de 2013 fue director de Radio Intereconomía y director-presentador del programa El gato al agua, que se emite simultáneamente por Intereconomía TV y Radio Intereconomía. 
En 2013 se incorporó a la cadena 13 TV, en la que, desde ese año, conduce el programa debate titulado El cascabel.
Desde 2015 colabora en el programa matinal de la COPE Herrera en COPE.
En 2021, participó junto con la cantante Rosa López en las campanadas de fin de año en Trece Televisión.

## Reconocimientos
- 1994: Antena de Plata.
- 2003: Micrófono APEI-PRTV.
- 2006: Premio Club Internacional de Prensa.
- 2007: Antena de Oro.
- 2008: Premio PR de televisión.
- 2008: Premio Bravo.
- 2010: Micrófono de Oro, galardón otorgado a profesionales del periodismo y otros sectores de la cultura.
- 2010: Premio a la libertad de expresión, de la Asociación España en Libertad.
- 2011: Premio 7 estrellas.
- 2018: Orden Civil de Alfonso X el Sabio, con la categoría de Encomienda.[3]
- 2023: VII Galardón Periodístico Alberto Jiménez-Becerril.[4]